# Ben Gastauer
Ben Gastauer (Dudelange, 14 novembre 1987) è un ex ciclista su strada lussemburghese, professionista dal 2010 al 2021.

## Carriera

### Gli esordi
Gastauer iniziò a farsi notare nel 2004 arrivando al terzo posto nella prova a cronometro Juniores dei campionati lussemburghesi. Nel 2005 corse la Classique des Alpes dove arrivò secondo, battuto solo da Alexandre Pliuschin. Sempre nel 2005 trionfò nella prova a cronometro dei campionati nazionali Juniores.
Nel 2006 prese parte al Grand Prix Faber dove concluse al secondo posto. Ai campionati lussemburghesi trovò il podio nella prova a cronometro e la vittoria nella prova in linea categoria Under 23 a Erpeldange. Trionfò in una frazione del Spar Arden Challenge, corsa belga. L'anno dopo corse nella categoria Under-23 per la VC Arbedo; si fece notare di nuovo in patria nei campionati nazionali, terminando secondo nella prova a cronometro e vincendo la prova in linea.
Nella stagione seguente Gastauer corse con il team svizzero FidiBC.com. Conquistò un podio in una tappa del Giro del Portogallo, la vittoria ai campionati nazionali nella prova a cronometro (Under 23) e la vittoria della Ruota d'Oro a Terranuova Bracciolini.

### Dal 2009: Chambéry CF e AG2R
Nel 2009 passò tra le file della Chambéry Cyclisme Formation, squadra satellite dell'AG2R La Mondiale, insieme a Morgan Kneisky. A inizio stagione vinse il Tour des Communes de la Vallée du Bedat e colse un piazzamento al Giro del Mendrisiotto; dopo un podio nella prima tappa del Grand Prix du Portugal, vinse anche il Trophée Clermontois. Successivamente, dopo aver conquistato due piazzamenti e il secondo posto nella graduatoria generale della Flèche du Sud, vinse una frazione e la classifica finale del Tour des Pays de Savoie. Ai campionati nazionali trionfò quindi sia nella prova in linea Under-23 che in quella contro il tempo di categoria.
Questi risultati convinsero l'AG2R, che lo portò in prima squadra da stagista già negli ultimi mesi del 2009, per poi consentirgli il passaggio al professionismo all'inizio del 2010. Nella prima stagione da pro Gastauer ottenne però pochi risultati: un podio ai campionati nazionali (battuto dai fratelli Andy e Fränk Schleck) e un sesto posto nella classifica generale della Paris-Corrèze. Durante l'anno partecipò comunque a competizioni importanti come la Freccia Vallone, l'Eneco Tour, il Grand Prix de Montréal e i campionati del mondo di Melbourne.
Nel 2014 Gastauer concluse il Tour de France in 21ª posizione; l'anno dopo si aggiudicò la prima tappa e la classifica finale del Tour du Haut-Var, gara di classe 2.1 del calendario UCI Europe Tour, mettendo così a referto le sue prime vittorie da pro. Nel 2018 ottenne quindi un quinto posto di tappa alla Vuelta a España.

## Palmarès
- 2005 (Juniores)

Campionati lussemburghesi, Prova a cronometro Juniores (Lussemburgo)
- 2006 (Under-23)

Campionati lussemburghesi, Prova in linea Under-23 (Erpeldange)
3ª tappa Arden Challenge (Hotton)
- 2007 (Under-23)

Campionati lussemburghesi, Prova in linea Under-23
- 2008 (Team FidiBC.com Under-23)

Campionati lussemburghesi, Prova a cronometro Under-23
Ruota d'Oro - GP Festa del Perdono
- 2009 (Chambéry CF Under-23)

Tour des Communes de la Vallée du Bedat
Trophée Clermontois
1ª tappa Tour des Pays de Savoie (Chambéry > Saint-Jean-de-Maurienne)
Classifica generale Tour des Pays de Savoie
Campionati lussemburghesi, Prova in linea Under-23 (Differdange)
Campionati lussemburghesi, Prova a cronometro Under-23
- 2015 (AG2R La Mondiale, due vittorie)

1ª tappa Tour du Haut-Var (Le Cannet-des-Maures > Seillans)
Classifica generale Tour du Haut-Var

### Altri successi
- 2014 (AG2R La Mondiale)

Gala Tour de France (criterium)

## Piazzamenti

### Grandi Giri
- Giro d'Italia

2011: 88º
2012: 67º
2013: 51º
2017: 29º
2019: 79º
2020: ritirato (8ª tappa)
- Tour de France

2014: 21º
2015: ritirato (11ª tappa)
2016: 61º
2017: 37º
- Vuelta a España

2012: 81º
2013: 65º
2018: 36º

### Classiche monumento
- Milano-Sanremo

2013: ritirato
- Liegi-Bastogne-Liegi

2013: ritirato
2014: 106º
2016: 103º
2018: ritirato
- Giro di Lombardia

2013: ritirato
2018: ritirato
2019: ritirato
2020: ritirato

### Competizioni mondiali
- Campionati del mondo

Lisbona 2004 - In linea Juniores: 92º
Salisburgo 2006 - In linea Under-23: ritirato
Stoccarda 2007 - In linea Under-23: 82º
Varese 2008 - In linea Under-23: 50º
Mendrisio 2009 - In linea Under-23: 23º
Melbourne 2010 - In linea Elite: ritirato
Copenaghen 2011 - In linea Elite: 154º
Limburgo 2012 - In linea Elite: ritirato
Ponferrada 2014 - In linea Elite: 52º
Innsbruck 2018 - Cronosquadre: 11º
Innsbruck 2018 - In linea Elite: ritirato
Yorkshire 2019 - In linea Elite: ritirato
Imola 2020 - In linea Elite: ritirato